# THE BOOK 2
『THE BOOK 2』（ザ・ブック2）は、2021年12月1日にソニー・ミュージックエンタテインメントから発売されたYOASOBIの2作目のEP。

## 概要
2021年以降にリリースされた「怪物」から「大正浪漫」までの配信シングル6曲、9月まで公演していた舞台『もしも命が描けたら』のテーマ曲、NHKの子ども向けSDGs番組『ひろがれ！いろとりどり』テーマソングで小学生5人で結成されたユニット「ミドリーズ」も参加する「ツバメ」の新曲2曲、全8曲が収録される。
販売形態は前作『THE BOOK』と同じくCDと特製バインダーの仕様の完全生産限定盤の1形態のみで、完全生産限定盤の各店舗予約特典は特製バインダー用オリジナルインデックスとなっている。

## チャート成績
本アルバムは2021年12月8日公開のビルボード・ジャパンアルバムチャートにおいて、CDセールス2位（83,585枚）、デジタルセールス1位（8,717DL）、ルックアップ1位を記録し、総合チャート「Hot Albums」初登場首位を獲得した。

### 認定と売上
| 国/地域                                             | 認定     | 認定/売上数            |
| --------------------------------------------------- | -------- | ---------------------- |
| 日本 (RIAJ)                                         | ゴールド | 122,000（フィジカルCD) |
| 日本 (RIAJ)                                         | 未公表   | 未公表                 |
| * 認定のみに基づく売上数 ^ 認定のみに基づく出荷枚数 |          |                        |

### 収録曲のチャート
| #  | 曲名               | Hot 100 | DL   | ST   | 出典   |
| -- | ------------------ | ------- | ---- | ---- | ------ |
| #1 | ツバメ             | 62位    | 41位 | 56位 | [ 16 ] |
| #2 | 三原色             | 44位    | -    | 20位 | [ 17 ] |
| #3 | 大正浪漫           | 68位    | -    | 43位 | [ 18 ] |
| #4 | もう少しだけ       | 43位    | 67位 | 31位 | [ 19 ] |
| #5 | 優しい彗星         | -       | -    | 85位 | [ 20 ] |
| #6 | 怪物               | 17位    | -    | 10位 | [ 21 ] |
| #7 | もしも命が描けたら | 35位    | 12位 | 36位 | [ 22 ] |
| #8 | ラブレター         | 72位    | -    | 45位 | [ 23 ] |

## 受賞
2021年3月3日に発表された全日本CDショップ店員組合の主催する『第14回CDショップ大賞2022』において、本作品が『THE BOOK』と共に入賞と特別賞に選出された。

## 収録内容
| 全作詞・作曲・編曲: Ayase。 |                                           |       |            |      |
| #                           | タイトル                                  | 作詞  | 作曲・編曲 | 時間 |
| 1.                          | 「ツバメ」(YOASOBI with ミドリーズ)       | Ayase | Ayase      | 3:36 |
| 2.                          | 「三原色」                                | Ayase | Ayase      | 3:40 |
| 3.                          | 「大正浪漫」                              | Ayase | Ayase      | 2:46 |
| 4.                          | 「もう少しだけ」                          | Ayase | Ayase      | 3:38 |
| 5.                          | 「優しい彗星」                            | Ayase | Ayase      | 3:33 |
| 6.                          | 「怪物」                                  | Ayase | Ayase      | 3:25 |
| 7.                          | 「もしも命が描けたら」                    | Ayase | Ayase      | 3:21 |
| 8.                          | 「ラブレター」(ブラス・アレンジ:郷間幹男) | Ayase | Ayase      | 3:30 |
| 合計時間:                   | 合計時間:                                 | 27:32 |            |      |

## タイアップ
ツバメ
NHK 子ども向けSDGs番組『ひろがれ！いろとりどり』テーマソング
NHK 『みんなのうた』
三原色
NTTドコモ「ahamo」CMソング
もう少しだけ
フジテレビ系『めざましテレビ』2021年度テーマソング
フジテレビ系「めざましドラマ『めぐる。』」主題歌
優しい彗星
TVアニメ『BEASTARS』第2期エンディングテーマ
怪物
TVアニメ『BEASTARS』第2期オープニングテーマ
もしも命が描けたら
舞台『もしも命が描けたら』テーマ曲
ラブレター
カンロ「ピュレグミ」20周年記念CM「ときめく風に、乗れ。」CMソング

## クレジット
| ツバメ Music / Lyrics : Ayase Vocal : ikura Guitar : AssH Chorus : ミドリーズ (あつき / レクシー / うきょう / りりな / ゆめり) Novel : 乙月なな「小さなツバメの大きな夢」 三原色 Music / Lyrics : Ayase Vocal : ikura Guitar : AssH Chorus : YOASOBIバンド (AssH / やまもとひかる / ミソハギザクロ / 仄雲) Novel : 小御門優一郎「RGB」 大正浪漫 Music / Lyrics : Ayase Vocal : ikura Novel : NATSUMI「大正ロマンス」 もう少しだけ Music / Lyrics : Ayase Vocal : ikura Guitar : AssH Novel : 千春「めぐる。」 | 優しい彗星 Music / Lyrics : Ayase Vocal : ikura Guitar : AssH Novel : 板垣巴留「獅子座流星群のままに」 怪物 Music / Lyrics : Ayase Vocal : ikura Guitar : AssH Novel : 板垣巴留「自分の胸に自分の耳を押し当てて」 もしも命が描けたら Music / Lyrics : Ayase Vocal : ikura Novel : 鈴木おさむ「もしも命が描けたら」 ラブレター Music / Lyrics : Ayase Vocal : ikura Brass Arrangements : 郷間幹男 Conductor : 梅田隆司 Brass Band : 大阪桐蔭高等学校 吹奏楽部 Novel : はつね「音楽さんへ」 |  |